# Radiant Historia
A Radiant Historia (ラジアントヒストリア; Hepburn: Rajianto Hisutoria) egy szerepjáték , amit az Atlus fejlesztett és adott ki Nintendo DS kézi konzolra. A játék fejlesztői csapata főként olyan Atlus alkalmazottakból állt, akik korábban dolgoztak a modern Megami Tensei játékokon, többek között a Nocturne-ön, a Persona 3-on és a Strange Journey-n, valamint az Etrian Odyssey játékokon. A fejlesztői csapatba tartozott még Takajasiki Szatosi és Konisi Hirosi; akik korábban a Radiata Stories játéknál működtek közre, valamint Simomura Joko, a Kingdom Hearts játékok zeneszerzője. A játék 2010. november 3-án jelent meg Japánban és 2011. február 22-én fog Észak-Amerikában.

## Játékmenet

### Időutazás
A játékos az idő- és térutazás képességeit fogja használni a játék során. A játékosnak meg kell változtatnia a múltat a „helyes” jövő reményében.

### Harcrendszer
Az ellenfelek láthatóak a harcok előtt, ezért a játékos eldöntheti, hogy megküzd velük vagy inkább elmenekül. A harcok akkor kezdődnek, amikor a játékos csapata hozzáér az egyik ellenséghez vagy ha történet miatt egy elkerülhetetlen összeütközés történik.
A harcrendszer az úgynevezett „Grid System” (Rács rendszer) helymeghatározó rendszert használja. Az ellenfelek egy 3 x 3-as rácsra vannak helyezve, amin több ellenség is állhat egy mezőn, valamint a nagyobb ellenfelek több mezőt is elfoglalhatnak. Ha a játékos egy olyan ellenfelet támad, amely közel van a támadó karakteréhez, akkor az ellenfél nagyobb sebzésben részesül, viszont az ellenségnek is nagyobb lesz a támadó ereje.

## Cselekmény

### Történet
Vainguer világában, az emberek és szörnyetegek földjén kelet szent népe; Alicetel harcban áll Granorggal, egy hatalmas nyugati országgal, melyet Protea császárné ural. Alicetel fölfje lassan sivataggá válik, míg az úgynevezett Sandman Disease (砂人病; Hepburn: suna nin byou) különös betegség homokká változtatja a lakóit. Alicetel uralkodója; Noah úgy gondolja, hogy ennek a világot fenyegető kórnak Protea ördögi kormányázása a felelős. Alicetel lakói ezért úgy gondolják, hogy szent háborút vívnak Granorg ellen.
Egy nap Stockot, Alicetel hírszerző ügynökségének egyik ügynökét és beosztottait Granorg területre vezénylik, hogy kiszabafítsanak egy a Granorg kormánya által elfogott ügynököt. Miután megmentik az ügynököt a csapatot bekeríti a Granorg hadsereg, és Stock is súlyosan megsebesül. Historiában, egy olyan világban ébred, melyben az idő és a tér összekuszálódott. Itt egy csapat rejtélyes ifjú felruházza az idő- és térugrás képességével, valamint azt mondja neki, hogy a világnak szüksége van az erejére.

### Szereplők

#### Alicetel
- Stock (ストック; Hepburn: Sutokku?) egy tizenkilenc éves ügynök, aki Alicetel hírszerző ügynökségének büszkesége és a játék főszereplője. A kiemelkedő tehetsége miatt Heis gyakran őt bízza meg a legveszélyesebb feladatokkal. Ugyan emberkerülőnek tűnik, és általában csendes is, azonban nagy szenvedéllyel támogatja az beosztottjait; minden fontosabbnak tartja, hogy megóvja őket a veszélyektől.[5] Az egyik küldetésén, melynek célja egyik ügynöktársának kiszabadítása csapatát bekeríti Granorg serege, valamint súlyosan megsérül. Később Historiában ébred, ahol egy csapat rejtélyes gyermek az idő- és térugrás képességével ruházza fel.[1]
- Rainey (レイニー; Hepburn: Reinī?): Alicetel hírszerző ügynökségének 17 éves női ügynöke és Stock beosztottja. Eredetileg egy zsoldosokból álló csoport tagja volt, de miután azt elpusztították Heis a hírszerző ügynökségbe osztotta be. Rainey Heis adósának érezte magát, és a kérésére lett Stock beosztottja. Rainey egy őszinte és erős igazságérzetű ember, aki a lándzsával való harcokban emelkedik ki a többiek közül.[5] Az egyik küldetése során, melyben az egyik ügynöktársát kell megmentenie Stock csapatának többi tagjával egyetemben elfogta Granorg serege.[6]
- Marco (マルコ; Hepburn: Maruko?): Alicetel hírszerző ügynökségének 17 éves ügynöke és Stock beosztottja. Rainey-t zsoldos évei alatt ismerte meg. Miután a zsoldos egységüket elpusztították Heis Alicetel hírszerző ügynökségébe helyezte át őket. Marco nagyon realista és megfontolja a tetteit, nagyon jó kardforgató és információ szerző.[5] Az egyik küldetése során, melyben az egyik ügynöktársát kell megmentenie Stock csapatának többi tagjával egyetemben elfogta Granorg serege.[6]
- Heis (ハイス; Hepburn: Haisu?) Alicetel hírszerző ügynökségének vezére. Ő egy rendkívül intelligens ember, aki mindent higgadt és kollektív módon intéz el. Heis nagyon óvatos és ravasz, de néha kegyetlennek tűnik. Heis újonnan alapított hírszerző ügynökségét Alicetel kormánya nem ismeri el hivatalosan, inkább egy egyszerű létesítményként, még annak ellenére is, hogy az ügynökség sok nagyon fontos információval szolgál a részükre. Stock, Rainey és Marco Heis legmegbízhatóbb beosztottjai.[5]
- Roche (ロッシュ; Hepburn: Rosshu?) egy 21 éves tiszt, Alicetel toborzó testületének kapitánya. Roche Stock legjobb barátja; gyakran harcoltak vállt-vállvetve mielőtt Stock csatlakozott a hírszerző ügynökségéhez. Roche mindig törődik Stockkal és gyakran ad neki tanácsokat. Roche kapcsolata Soniaval, Alicetel egyik orvosával inkább írható le barátként, mint szeretőként. Roche korábban súlyosan megsebesült, aminek következtében a karját egy mechanikus karral; a „Gauntlet”-tel (Védőkesztyű) cserélték le, ami a „Madó” használata miatt a Roche akarata szerint mozog. Roche nemes szívű és, bár makacs, de nagyon elnéző is tud lenni.[5]
- Sonia (ソニア; Hepburn: Sonia?): Alicetel egyik orvosa, aki az egészségügyi ágazat egyik meghatározó alakja. Sonia rég óta a „Mana”-t tanulmányozza és nagyon sokat tud a Madóról (魔動; Démon mozgás?) is. Sonia Stock és Roche barátja. Bár nem kötelessége, de mégis mindig Stockkal és Rochesal a frontvonalon van, titokban figyelve rájuk a veszélyes feladatok alatt. Soniának természetes és erős személyisége van.[5]
- Keel (キール; Hepburn: Kīru?): Roche toborzó testületének altisztje. Roche gyakran mondja el számára, hogy mennyire tiszteli Stockkot, aminek következtében Keel is elkezdi tisztelni Stockkot. Keelnek nagyon erkölcsös és pozitív természete van, de gyakran el is száll magától. Ugyan jó az ünnepi kard táncban, azonban Keel nem harc orientált.[5]

#### Granorg
- Eruca (エルーカ; Hepburn: Erūka?) Granorg hercegnéje és trónörököse, az elhunyt Victor (ヴィクトール; Hepburn: Vikutōru?) király lánya. Eruca ellentétben mostohaanyjával; Protea császárnéval figyelembe veszi az emberei akaratát. Erucát elszomorítja mostohaanyja zsarnoksága.[5]
- Protea (プロテア; Hepburn: Purotea?): a hatalmas Granorg nemzet uralkodó császárnéja, aki önző és a zsarnokságba taszította népét. Nem nemes családban született, hanem egyszerű városi lakóként. Miután Victor király elveszítette első feleségét első pillantásra szerelmes lett Proteába, aki így került a királyi családba. Victor királyt később rejtélyes körülmények között meggyilkolták, Protea vette át a trónját.[5] Alicetel uralkodója, Noah azzal vádolja, hogy ő az oka az országa elsivatagosodásának és a „Sandman Disease” kórnak.[1] Ő Eruca hercegné mostohaanyja.[5]

#### Historia
- Tio (ティオ; Hepburn: Teio?) és Lipty (リプティ; Hepburn: Riputei?) a rejtélyes ikrek, akikkel Stock Historiában találkozott. Stockkot az idő- és térugrás képességével ruházták fel, valamint elmondták, hogy a világnak szüksége van az erejére. Ugyan gyermekeknek néznek ki a beszédstílusuk épp az ellenkezőjét tükrözi.[5]

#### Celestia
- Ath (アト; Hepburn: Ato?) egy 9 éves szatír. Sok helyre utazott el, mint a Banossa által vezényelt előadók tagja. Ugyan Ath nem tudja magáról, hogy egy „sámán”; olyasvalaki aki az összes szatír lelkére vigyáz. A sámánoknak különleges képességei vannak és vissza tudják hozni a holtakat, de ez tiltott számukra, mivel az természetellenes. Ath elkényeztetett és önző, mint a legtöbb fiatal gyermek, valamint nagyon szereti Stockkot.[5]

## Fejlesztés
A játék japán szabadalmát 2010 márciusában regisztrálták. Ekkoriban semmi sem volt ismert a címén kívül. A Famicú magazin 2010 júliusi számában jelentették be, hogy egy szerepjáték lesz Nintendo DS kézi konzolra, ami az időutazáshoz kapcsolódik. Később azt is felfedték, hogy a Shin Megami Tensei sorozat játékainak fejlesztői, valamint a tri-Ace, a Radiata Stories alkotóinak több tagja is részt vesz a fejlesztésében..

## Zene
A Radiant Historia zenéjét Simomura Joko szerezte, akinek legismertebb munkái közé tartozik a Legend of Mana és a Kingdom Hearts sorozat.